# David Maxa
David Maxa (hebrejským jménem ha-rav David ben Jehojakim ve'Chana, hebrejsky הרב דוד בן יהויקים וחנה‎; * 8. dubna 1990, Bratislava) je český reformní rabín. Působí ve Federaci židovských obcí v České republice, je komunitním rabínem v Praze, Liberci a Děčíně a správcem Středoevropského bejt dinu.

## Biografie
Narodil se v roce 1990 v Bratislavě v rodině operních pěvců Hynka Maxy a Jaroslavy Maxové a vyrůstal v rodném městě svého otce Praze.
V roce 2010 začal studovat religionistiku a judaistiku na Husitské teologické fakultě Univerzity Karlovy v Praze. Během studií strávil jeden semestr na Univerzitě v Bayreuthu. V roce 2014 studium úspěšně zakončil obhájením bakalářské práce Židé a judaismus v Číně.
V roce 2014 se stal studentem rabínského semináře Abraham Geiger Kolleg na Univerzitě v Postupimi, vedeného rabíny Walterem Jacobem a Walterem Homolkou, který navazuje na tradici Hochschule für die Wissenschaft des Judentums, liberálního rabínského semináře v Berlíně, který byl založen v roce 1872 a fungoval až do uzavření nacisty v roce 1942.
V rámci svých studií strávil jeden rok studoval na Konzervativní ješivě v Jeruzalémě a zúčastnil se též výuky na třech dalších renomovaných rabínských školách – Hebrew Union College, Shalom Hartman Institute a Pardes Institute of Jewish Studies.
Jako rabínský student pracoval v židovských obcích v Německu (Bet Haskala v Berlíně, Jüdische Kultusgemeinde Bielefeld), Spojeném království (Westminster Synagogue v Londýně, Northwood and Pinner Liberal Synagogue v Londýně), Spojených státech amerických (Temple Israel v Ridgewoodu, New Jersey) a Izraeli (Kehilat Achva Be’Kerem v Jeruzalémě).
Studium ukončil na jaře 2020 obhájením své závěrečné práce Role Boha v příběhu Kaina a Ábela a získal titul magistra židovské teologie. Slavnostní ceremonie k jeho rabínské ordinaci se konala 10. září 2020 v Synagoze Rykestraße v Berlíně. Jako své rabínské motto si zvolil biblický citát z proroka Izajáše, který se objevuje nad podloubím severní strany Smíchovské synagogy: „Mír a zdar dalekému i blízkému, řekl Věčný.“ (Izajáš 57:19)
Po ukončení studií se stal rabínem v progresivní židovské komunitě Ec chajim v Praze, kterou spoluzaložil v roce 2019, a Federaci židovských obcí v České republice, ve které má na starosti oblast progresivního judaismu a působí zejména v židovských obcích v Liberci a v Děčíně. V lednu 2021 se stal správcem jím spoluzaloženého Středoevropského bejt dinu (Central European Beit Din – CEBD), který je jediným rabínským soudem pro progresivní směr židovství uznávaným Světovou unií progresivního judaismu, Evropskou unií progresivního judaismu a jejím Rabínským shromážděním pro oblast České republiky, Maďarska, Polska a Slovenska.
Maxa je řádným členem Rabínského shromáždění Evropské unie progresivního judaismu (EUPJ Rabbinic Assembly – ERA) a Ústřední konference amerických rabínů (Central Conference of American Rabbis – CCAR) a mimořádným členem Všeobecné rabínské konference v Německu (Allgemeine Rabbinerkonferez in Deutschland – ARK). Od roku 2023 je členem představenstva Světové unie progresivního judaismu (WUPJ), která sdružuje 1,8 milionu členů více než 1250 židovských komunit po celém světě.
Maxa se aktivně zajímá o mezináboženský dialog a prevenci antisemitismu. V roce 2021 mu Univerzita Karlova udělila Cenu Miloslava Petruska za účast na projektu NEZAPOMENEME, jehož cílem je rozšířit povědomí o holokaustu mezi žáky a studenty základních a středních škol.

### Osobní život
David Maxa je ženatý s Juditou Bergmannovou, dcerou českého historika a spoluzakladatele Charty 77 Pavla Bergmanna a Evy Fryčové. Judita je též praneteří slavného izraelského filozofa českého původu Hugo Samuela Bergmanna (1883–1975) a spolu vychovávají syna a dceru.